# Unac
Unac é uma comuna francesa na região administrativa de Occitânia, no departamento de Ariège. Estende-se por uma área de 2,65 km². Em 2010 a comuna tinha 122 habitantes (densidade: 46 hab./km²).